# Zinsregister
Das Zinsregister, auch Erblehen- oder Grundzinsregister genannt,  ist ein mittelalterliches Urbar, in welches der Betrag eingetragen wurde, den ein Zinsbauer bezahlen musste. Es erwähnt auch Veränderungen (Todesfälle, Erbschaften, neue Zinsbauern). Deshalb wurden die Eintragungen oft mit Anmerkungen versehen oder durchgestrichen.
Das Zinsregister ist für die Familienforscher besonders interessant, weil es älter ist als die Pfarrregister.